# Cashlie

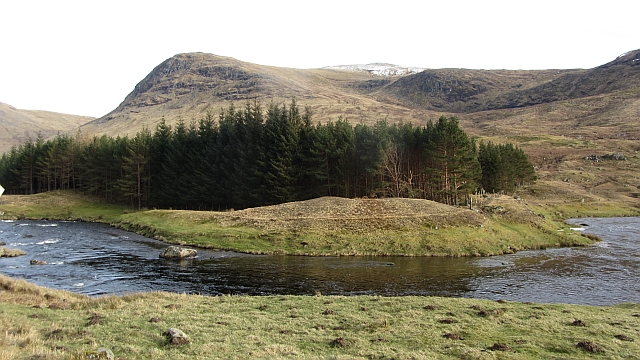
Der River Lyon bei Cashlie

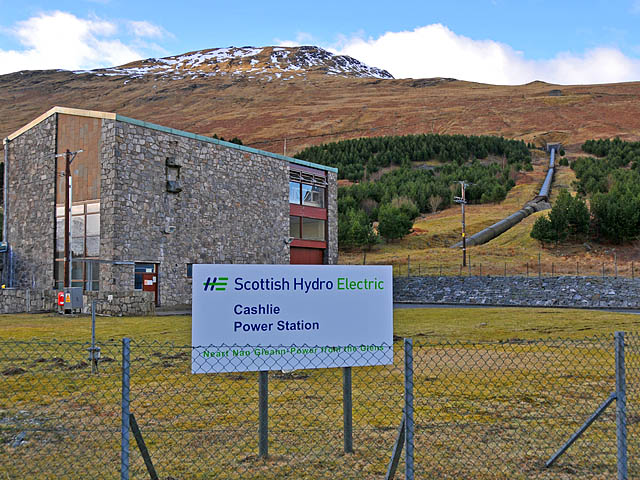
Cashlie Power Station

Cashlie ist eine kleine Ortschaft, die im Norden von Schottland zwischen Inverness im Norden und Perth im Südosten in der Region Perth and Kinross liegt. Im Rahmen der historischen Gliederung Schottlands in Civil Parishes zählt es zu Fortingall, das zu Perthshire gehörte.

## Geographie
Cashlie liegt im Tal Glen Lyon, am nördlichen Ufer des River Lyon und drei Kilometer östlich des Sees Loch Lyon. Der Fluss Lyon ist, etwas unterhalb des Ortes, durch eine Mauer aufgestaut. Die dortige Cashlie Power Station produziert seit 1959 elektrischen Strom.

## Historisches
In der Nähe von Cashlie finden sich die archäologischen Reste von vier eisenzeitlichen Hillforts. Der Legende nach sind es vier von insgesamt zwölf Anlagen, deren Errichtung im Tal mit dem sagenumwobenen Fingal in Verbindung gebracht wird.